# 19e étape du Tour de France 2009
La 19e étape du Tour de France 2009, s'est déroulée le 24 juillet. Le parcours de 178 kilomètres reliait Bourgoin-Jallieu à Aubenas. Mark Cavendish a remporté sa cinquième victoire sur ce Tour.

## Parcours
Cette 19e étape débute par 2 ascensions de 4e catégorie : la côte de Culin (2,6 km de montée à 5,6 %) au km 6,5 et la côte de la forêt de Chambaran (3,1 km de montée à 6,4 %) au km 40,5 ; et un sprint intermédiaire au km 33. Après 54,5 km de course, la route va descendre jusqu'au km 77,5.
S'ensuivront environ 40 km de plat, le ravitaillement au km 83 et un 2e sprint intermédiaire au km 141. L'ascension du col de l'Escrinet (14 km de montée à 4,1 %), classé en 2e catégorie, devrait être décisive, d'autant plus que le sommet n'est situé qu'à 16 km du but. L'arrivée sera jugée à Aubenas, après 178 km de course à travers les départements de l'Isère, de la Drôme et de l'Ardèche depuis Bourgoin-Jallieu.

## Récit
Cadel Evans (Silence-Lotto), Yaroslav Popovych (Astana), David Millar (Garmin-Slipstream), Kim Kirchen (Team Columbia-HTC), David Arroyo, José Iván Gutiérrez, Luis León Sánchez (Caisse d'Épargne), Leonardo Duque (Cofidis), Simon Špilak (Lampre-NGC), Carlos Barredo, Sylvain Chavanel (Quick Step), Geoffroy Lequatre (Agritubel), Rubén Pérez Moreno (Euskaltel-Euskadi), Christophe Riblon, José Luis Arrieta, Nicolas Roche (AG2R La Mondiale), Daniele Bennati (Liquigas), Stijn Vandenbergh (Team Katusha) et Jonathan Hivert (Skil-Shimano) constituent l'échappée du jour, qui s'est formée en 2 temps à partir du km 9.
Au km 110, Duque, Arrieta, Millar, Popovych et Gutierrez tentent de prolonger l'aventure, pendant que leur ex-compagnons d'echappée sont repris par le peloton. Le peloton se rapprochant inexorablement, Duque place une dernière attaque, mais ne résiste pas beaucoup plus longtemps que ses compères, 4 km, et réintègre le peloton à 31 km du but.
Dans l'ascension du col de l'Escrinet, Laurent Lefèvre attaque, rejoint par le champion du monde Alessandro Ballan. Mais, malheureusement pour les 2 hommes de tête, Mark Cavendish a "passé" le col, alors leur avance ne dépasse pas les 15". Ils sont repris juste avant la flamme rouge par un peloton d'une quarantaine de coureurs. Parfaitement emmené par son coéquipier du Team Columbia-HTC Tony Martin, Mark Cavendish remporte son cinquième succès dans ce Tour de France 2009.

## Sprints intermédiaires
| Premier   | Leonardo Duque   | 6 pts |
| Deuxième  | Nicolas Roche    | 4 pts |
| Troisième | Sylvain Chavanel | 2 pts |

| Premier   | Leonardo Duque      | 6 pts |
| Deuxième  | José Iván Gutiérrez | 4 pts |
| Troisième | José Luis Arrieta   | 2 pts |

## Côtes
| Premier   | Thierry Hupond | 3 pts |
| Deuxième  | David Loosli   | 2 pts |
| Troisième | Egoi Martínez  | 1 pt  |

| Premier   | Geoffroy Lequatre | 3 pts |
| Deuxième  | Nicolas Roche     | 2 pts |
| Troisième | Leonardo Duque    | 1 pt  |

| - 3. Col de l'Escrinet, 2e catégorie (kilomètre 162) \| Premier \| Alessandro Ballan \| 20 pts \| \| Deuxième \| Laurent Lefèvre \| 18 pts \| \| Troisième \| Egoi Martínez \| 16 pts \| \| Quatrième \| Andy Schleck \| 14 pts \| \| Cinquième \| Brad Wiggins \| 12 pts \| \| Sixième \| Alberto Contador \| 10 pts \| |                   |        |
| Premier | Alessandro Ballan | 20 pts |
| Deuxième | Laurent Lefèvre   | 18 pts |
| Troisième | Egoi Martínez     | 16 pts |
| Quatrième | Andy Schleck      | 14 pts |
| Cinquième | Brad Wiggins      | 12 pts |
| Sixième | Alberto Contador  | 10 pts |

## Classement de l'étape
| Classement de la 19e étape | Classement de la 19e étape | Classement de la 19e étape | Classement de la 19e étape | Classement de la 19e étape |
|                            | Coureur                    | Pays                       | Équipe                     | Temps                      |
| -------------------------- | -------------------------- | -------------------------- | -------------------------- | -------------------------- |
| 1er                        | Mark Cavendish             | GBR                        | Team Columbia-HTC          | en 3 h 50 min 35 s         |
| 2e                         | Thor Hushovd               | NOR                        | Cervélo TestTeam           | m.t.                       |
| 3e                         | Gerald Ciolek              | GER                        | Team Milram                | m.t.                       |
| 4e                         | Greg Van Avermaet          | BEL                        | Silence-Lotto              | m.t.                       |
| 5e                         | Óscar Freire               | ESP                        | Rabobank                   | m.t.                       |
| 6e                         | Jérôme Pineau              | FRA                        | Quick Step                 | m.t.                       |
| 7e                         | Fumiyuki Beppu             | JPN                        | Skil-Shimano               | m.t.                       |
| 8e                         | Nicolas Roche              | IRL                        | AG2R La Mondiale           | m.t.                       |
| 9e                         | Christophe Le Mével        | FRA                        | La Française des jeux      | m.t.                       |
| 10e                        | Martijn Maaskant           | NED                        | Garmin-Slipstream          | m.t.                       |
| modifier                   |                            |                            |                            |                            |

## Classement général
| Classement général à la 19e journée | Classement général à la 19e journée | Classement général à la 19e journée | Classement général à la 19e journée | Classement général à la 19e journée |
|                                     | Coureur                             | Pays                                | Équipe                              | Temps                               |
| ----------------------------------- | ----------------------------------- | ----------------------------------- | ----------------------------------- | ----------------------------------- |
| 1er                                 | Alberto Contador                    | ESP                                 | Astana                              | en 77 h 6 min 18 s                  |
| 2e                                  | Andy Schleck                        | LUX                                 | Team Saxo Bank                      | + 4 min 11 s                        |
| 3e                                  | Lance Armstrong                     | USA                                 | Astana                              | + 5 min 21 s                        |
| 4e                                  | Bradley Wiggins                     | GBR                                 | Garmin-Slipstream                   | + 5 min 36 s                        |
| 5e                                  | Andreas Klöden                      | GER                                 | Astana                              | + 5 min 38 s                        |
| 6e                                  | Fränk Schleck                       | LUX                                 | Team Saxo Bank                      | + 5 min 59 s                        |
| 7e                                  | Vincenzo Nibali                     | ITA                                 | Liquigas                            | + 7 min 15 s                        |
| 8e                                  | Christian Vande Velde               | USA                                 | Garmin-Slipstream                   | + 10 min 8 s                        |
| 9e                                  | Christophe Le Mével                 | FRA                                 | La Française des jeux               | + 12 min 37 s                       |
| 10e                                 | Mikel Astarloza                     | ESP                                 | Euskaltel-Euskadi                   | + 12 min 38 s                       |
| modifier                            |                                     |                                     |                                     |                                     |

## Classements annexes

### Classement par points
| Classement par points | Classement par points | Classement par points | Classement par points | Classement par points |
| --------------------- | --------------------- | --------------------- | --------------------- | --------------------- |
|                       | Coureur               | Pays                  | Équipe                | Point(s)              |
| 1er                   | Thor Hushovd          | NOR                   | Cervélo TestTeam      | 260 points            |
| 2e                    | Mark Cavendish        | GBR                   | Team Columbia-HTC     | 235 pts               |
| 3e                    | Gerald Ciolek         | GER                   | Team Milram           | 148 pts               |
| modifier              |                       |                       |                       |                       |

### Classement de la montagne
| Classement du meilleur grimpeur | Classement du meilleur grimpeur | Classement du meilleur grimpeur | Classement du meilleur grimpeur | Classement du meilleur grimpeur |
| ------------------------------- | ------------------------------- | ------------------------------- | ------------------------------- | ------------------------------- |
|                                 | Coureur                         | Pays                            | Équipe                          | Point(s)                        |
| 1er                             | Franco Pellizotti               | ITA                             | Liquigas                        | 196 points                      |
| 2e                              | Egoi Martínez                   | ESP                             | Euskaltel-Euskadi               | 135 pts                         |
| 3e                              | Pierrick Fédrigo                | FRA                             | BBox Bouygues Telecom           | 99 pts                          |
| modifier                        |                                 |                                 |                                 |                                 |

### Classement du meilleur jeune
| Classement général du meilleur jeune | Classement général du meilleur jeune | Classement général du meilleur jeune | Classement général du meilleur jeune | Classement général du meilleur jeune |
|                                      | Coureur                              | Pays                                 | Équipe                               | Temps                                |
| ------------------------------------ | ------------------------------------ | ------------------------------------ | ------------------------------------ | ------------------------------------ |
| 1er                                  | Andy Schleck                         | LUX                                  | Team Saxo Bank                       | en 77 h 10 min 29 s                  |
| 2e                                   | Vincenzo Nibali                      | ITA                                  | Liquigas                             | + 3 min 4 s                          |
| 3e                                   | Roman Kreuziger                      | CZE                                  | Liquigas                             | + 9 min 57 s                         |
| modifier                             |                                      |                                      |                                      |                                      |

### Classement par équipes
| Classement par équipes | Classement par équipes | Classement par équipes | Classement par équipes |
|                        | Équipe                 | Pays                   | Temps                  |
| ---------------------- | ---------------------- | ---------------------- | ---------------------- |
| 1re                    | Astana                 | Kazakhstan             | en 229 h 55 min 0 s    |
| 2e                     | Garmin-Slipstream      | États-Unis             | + 16 min 14 s          |
| 3e                     | AG2R La Mondiale       | France                 | + 23 min 45 s          |
| modifier               |                        |                        |                        |

### Combativité
Leonardo Duque

## Abandons
- Alan Pérez Lezaun  et  Amets Txurruka sont hors - délais.